# ザ・千里タワー

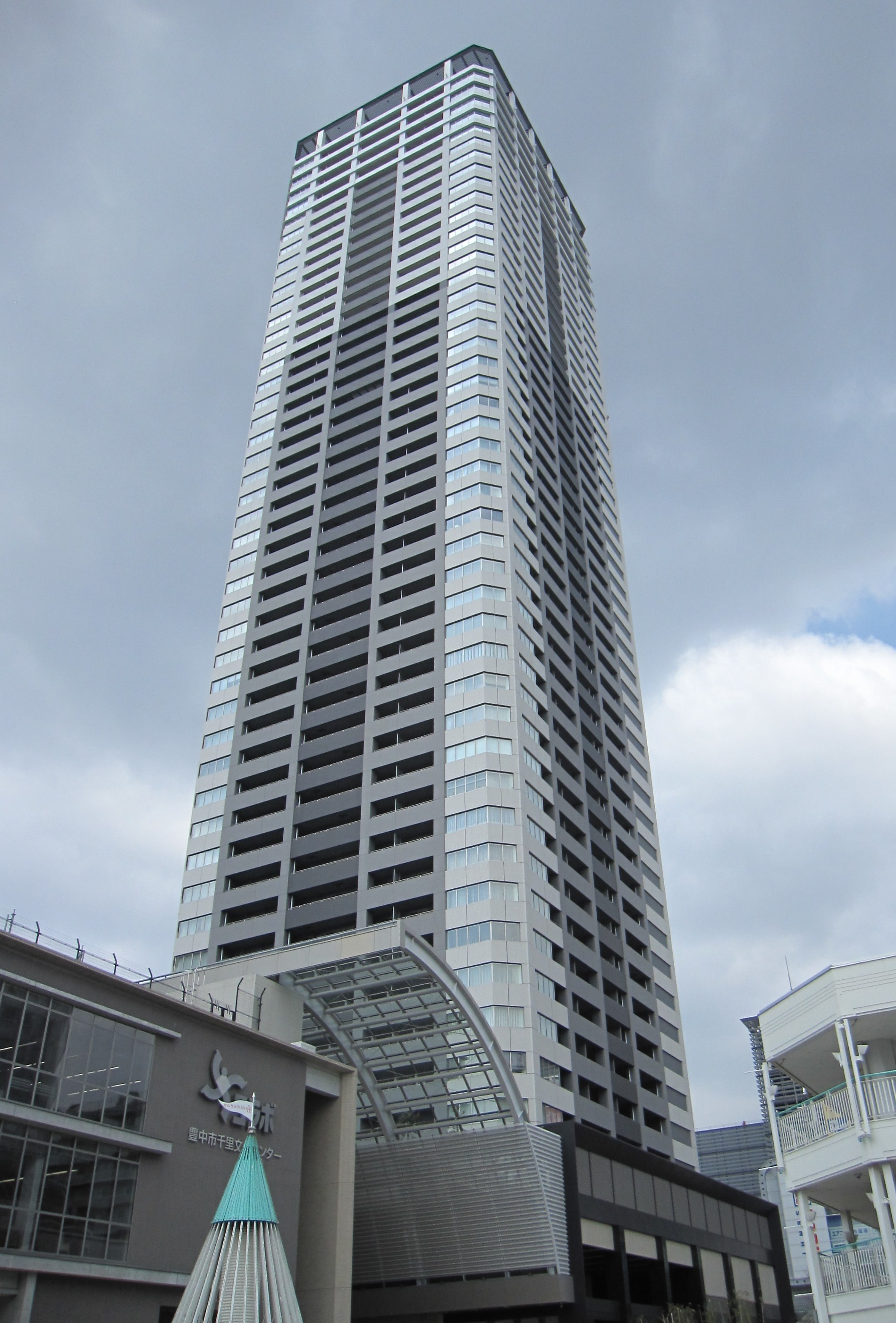
ザ・千里タワー

ザ・千里タワーは、大阪府豊中市新千里東町一丁目にある超高層マンションである。

## 概要
千里中央地区再整備事業の一環で建設された。2006年10月に建設が開始されたが、2008年11月に柱のひび割れが発見され、補修工事が行われた。2009年6月に竣工。2009年7月に入居が開始された。第4回大阪サステナブル建築賞受賞建築物。
千里中央駅からデッキ直結した構造となっており、低層階は店舗や入居者用の共用施設、7階以上が住宅階となっている。

## 構造
- 地上　50階、塔屋2階
- 地下　1階
- 敷地　5,129.03m2
- 戸数　356戸
- 高さ　164.2m

## 建築・施工
- 建築主　住友商事、阪急不動産、オリックス不動産、竹中工務店
- 施工者  竹中工務店

## 交通
- 北大阪急行電鉄　千里中央駅　徒歩1分
- 大阪モノレール 千里中央駅　徒歩5分